# Harwennefer
Harwennefer (auch Herwennefer; früher fälschlicherweise Horemachet, Harmachis) war ein altägyptischer Gegenkönig der manchmal so genannten „35. Dynastie“, der von 205 bis 199 v. Chr. in Oberägypten regierte. Er führte das Epitheton „Geliebt von Isis und Osiris, geliebt von Amun-Re, König der Götter, der große Gott“.

## Regierungsdauer
In einer Inschrift auf dem Naos vom Tempel von Edfu wird der Beginn der Rebellenherrschaft auf die Zeit nach Fertigstellung des Doppeltores im 16. Regierungsjahr (206/205 v. Chr.) von Ptolemaios IV. datiert. Harwennefer ist außerdem vor allem aus demotischen Urkunden bekannt. Die älteste datiert vom 11. November 205 v. Chr. Harwennefer, der sich in Theben gegen die Herrschaft von Ptolemaios IV. erhob, nutzte die für Ptolemaios IV. in dieser Zeit bestehenden diversen innenpolitischen Probleme. Für das Jahr 217 v. Chr. ist eine Rebellion in Nordägypten bezeugt, die in einem Partisanenkrieg mündete, der über Jahre andauerte. Aus diesen Unruhen rührte der Aufstand in Theben.
In Pathyris, südlich von Theben, ist Harwennefer mit Datum 27. September 204 v. Chr. belegt. In der Folgezeit herrschte er wahrscheinlich über große Gebiete der Thebais. Ein griechisches Graffito im Totentempel des Sethos I. in Abydos bezeugt das fünfte Regierungsjahr (etwa 201 v. Chr.) von Harwennefer und damit zugleich, dass auch diese Stadt zumindest zeitweise in der Hand von ihm war. Er wurde von den Amunpriestern in Theben offiziell als König anerkannt. Alle Urkunden dieser Zeit aus Theben erwähnen nur diesen Herrscher und ignorieren Ptolemaios IV.
Letztmals ist Harwennefer in thebanischen Papyri vom 9. Juli und 7. August des Jahres 199 v. Chr. belegt. Etwa zeitgleich erfolgte durch das ptolemäische Heer die Belagerung von Abydos, die ebenfalls durch ein dortiges Graffito bezeugt ist. Ob Harwennefer während dieser Belagerung in Abydos verweilte, ist nicht belegt, möglicherweise wurde er bei den Belagerungskämpfen getötet, da kurze Zeit später Anchwennefer in Theben zum neuen Pharao gekrönt wurde. Eine Bautätigkeit von Harwennefer ist nicht bekannt, was eventuell darauf zurückzuführen ist, dass er in einem ständigen Kampf mit den Truppen von Ptolemaios IV. stand.